# Joe Robbie
Joseph Robbie, detto Joe (Sisseton, 17 luglio 1916 – 7 gennaio 1990), è stato un dirigente sportivo, avvocato e imprenditore statunitense di origini libanesi.
Robbie fu il primo proprietario originale della franchigia di football americano dei Miami Dolphins della National Football League (1966–1990). Allenati da Don Shula, i Dolphins di Robbie furono la prima e unica squadra a terminare una stagione da imbattuta (17–0) nel 1972 e vinsero due Super Bowl consecutivi. Inoltre, con 115 milioni di dollari costruì il Joe Robbie Stadium (1987–1996) con fondi privati nel 1987. In seguito fu rinominato Pro Player Park (1996), Pro Player Stadium (1996–2005), Dolphins Stadium (2005–2006), Dolphin Stadium (2006–2009; 2010), LandShark Stadium (2009–2010) e attualmente Sun Life Stadium (2010–presente).
Robbie recitò nel ruolo di se stesso nel film Black Sunday, in cui veniva intervistato sulla sicurezza per il Super Bowl X (1976).
Robbie fu anche proprietario dei Miami Toros e dei Fort Lauderdale Strikers (poi Minnesota Strikers), squadre di calcio della North American Soccer League. Il Joe Robbie Stadium fu uno dei primi stadi maggiori degli Stati Uniti ad essere progettato specificamente per il calcio.

## Premi e onori
Per i suoi contributi ai Miami Dolphins e per essere stato il fondatore della squadra, Joe Robbie fu il membro inaugurale ad essere indotto nel Miami Dolphins Honor Roll il 16 settembre 1990 (otto mesi dopo la sua morte).